# Romuald Sosnowski
Romuald Sosnowski (ur. 1930, zm. 10 maja 2012) – polski działacz związkowy, uczestnik obrad plenarnych Okrągłego Stołu po stronie rządowej.

## Życiorys
W latach 1943–1945 członek Szarych Szeregów. Posiadał wykształcenie średnie ekonomiczne. Zaangażowany w działalność związkową. W latach 1948–1954 członek Związku Młodzieży Polskiej, od 1951 członek PZPR. Od 1954 do 1957 był członkiem Prezydium Wojewódzkiej Rady Związków Zawodowych w Warszawie, a następnie starszym instruktorem Komitetu Warszawskiego PZPR (1957–1962). W latach 1962–1976 był państwowego kierownikiem przedsiębiorstwa z sektora handlu i gastronomii w Warszawie, a w latach 1976–1981 kierownikiem zakładu w Zjednoczonych Przedsiębiorstwach Rozrywkowych. Po stanie wojennym przewodniczył Federacji Związków Zawodowych Pracowników „Społem” (1984–1986), a od 1985 był członkiem rady nadzorczej PSS „Społem”. Był członkiem Rady Społeczno-Gospodarczej przy Sejmie PRL VIII i IX kadencji (1981–1989). Uznawany za pomysłodawcę nazwy Ogólnopolskiego Porozumienia Związków Zawodowych. W latach 80. był członkiem rady i komitetu wykonawczego OPZZ, a także od 1984 wiceprzewodniczącym tej centrali. W 1989 reprezentował stronę rządową w rozmowach Okrągłego Stołu.

## Odznaczenia
- Krzyż Kawalerski Orderu Odrodzenia Polski
- Srebrny Krzyż Zasługi
- Medal 30-lecia Polski Ludowej
- Medal 40-lecia Polski Ludowej
- Złote Odznaczenie im. Janka Krasickiego
- Brązowe Odznaczenie im. Janka Krasickiego
- Odznaka „Zasłużony Pracownik Handlu i Usług”
- Złota odznaka honorowa „Za Zasługi dla Warszawy”